# Suarce
Suarce est une commune française située dans le département du Territoire de Belfort, la région culturelle et historique de Franche-Comté et la région administrative Bourgogne-Franche-Comté. Ses habitants sont appelés les Suarçais.

## Géographie
La commune de Suarce, dont la superficie est de 1 181 ha, fait partie du canton de Grandvillars. Sa population était de 546 habitants en 1803, et n'est plus que de 431 en 2007. Elle est située dans la région géographique dite du « Sundgau humide », typique par ses légers vallonnements, ses grandes forêts et un bon nombre d'étangs. Le village est traversé sur toute sa longueur par la rivière « la Suarcine ». Le village conserve beaucoup de maisons anciennes à colombages et peut être considéré comme l'un des plus typiques du Territoire de Belfort. Chaque année, le 15 août, le comité des fêtes organise la Fête de l'âne.

### Climat
Pour des articles plus généraux, voir Climat de la Bourgogne-Franche-Comté et Climat du Territoire de Belfort.
En 2010, le climat de la commune est de type climat de montagne, selon une étude du Centre national de la recherche scientifique s'appuyant sur une série de données couvrant la période 1971-2000. En 2020, Météo-France publie une typologie des climats de la France métropolitaine dans laquelle la commune est exposée à un climat semi-continental et est dans la région climatique  Vosges, caractérisée par une pluviométrie très élevée (1 500 à 2 000 mm/an) en toutes saisons et un hiver rude (moins de 1 °C).
Pour la période 1971-2000, la température annuelle moyenne est de 9,6 °C, avec une amplitude thermique annuelle de 17,6 °C. Le cumul annuel moyen de précipitations est de 996 mm, avec 11 jours de précipitations en janvier et 10 jours en juillet. Pour la période 1991-2020, la température moyenne annuelle observée sur la station météorologique de Météo-France la plus proche, « Joncherey », sur la commune de Joncherey à 7 km à vol d'oiseau, est de 10,5 °C et le cumul annuel moyen de précipitations est de 1 086,9 mm. 
La température maximale relevée sur cette station est de 39 °C, atteinte le 7 août 2015 ; la température minimale est de −25 °C, atteinte le 7 janvier 1985,,.
Les paramètres climatiques de la commune ont été estimés pour le milieu du siècle (2041-2070) selon différents scénarios d'émission de gaz à effet de serre à partir des nouvelles projections climatiques de référence DRIAS-2020. Ils sont consultables sur un site dédié publié par Météo-France en novembre 2022.

## Urbanisme

### Typologie
Au 1er janvier 2024, Suarce est catégorisée commune rurale à habitat dispersé, selon la nouvelle grille communale de densité à sept niveaux définie par l'Insee en 2022.
Elle est située hors unité urbaine et hors attraction des villes,.

### Occupation des sols
L'occupation des sols de la commune, telle qu'elle ressort de la base de données européenne d’occupation biophysique des sols Corine Land Cover (CLC), est marquée par l'importance des territoires agricoles (57,3 % en 2018), en diminution par rapport à 1990 (58,2 %). La répartition détaillée en 2018 est la suivante : 
terres arables (41,5 %), forêts (34,1 %), prairies (12,6 %), zones urbanisées (4,9 %), eaux continentales (3,7 %), zones agricoles hétérogènes (3,2 %). L'évolution de l’occupation des sols de la commune et de ses infrastructures peut être observée sur les différentes représentations cartographiques du territoire : la carte de Cassini (XVIIIe siècle), la carte d'état-major (1820-1866) et les cartes ou photos aériennes de l'IGN pour la période actuelle (1950 à aujourd'hui).

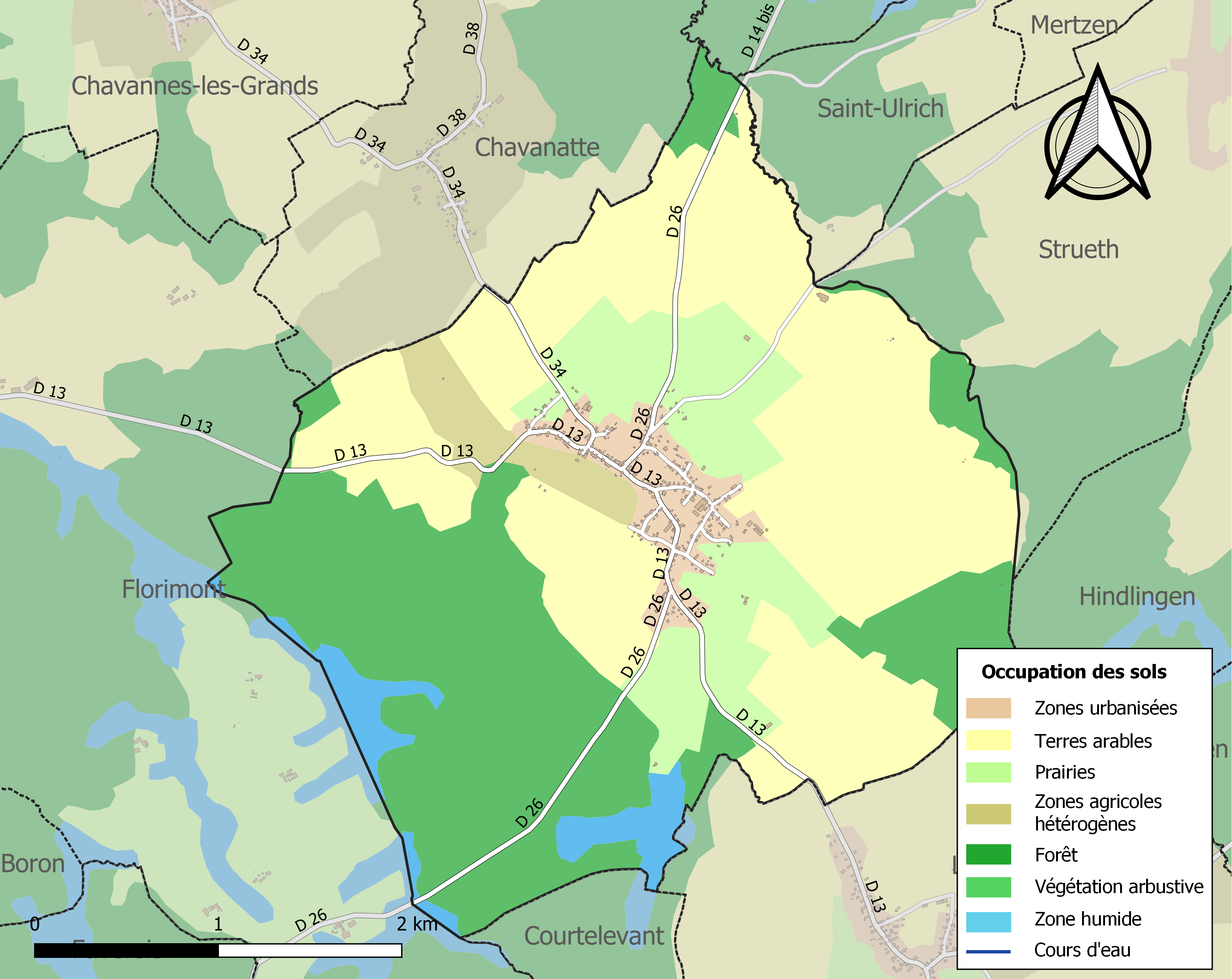
Carte des infrastructures et de l'occupation des sols de la commune en 2018 (CLC).

## Toponymie
- Suarza (823), Soerce (1105), Suerz et Suercha (1105), Suarca (1264), Schwertz (1458), Suerze (Cassini), Das meygertum Swertz (1394), Suarce (1793).
- En allemand : Schwertz[14].

Le nom Suarza de 823 est celui de la rivière (aujourd'hui appelée Suarcine), du germanique suarz, "noir" et aha, "eau".

## Histoire
Les traces de Suarce (nom antérieur Schwertz) dans l'histoire sont très anciennes puisque le village est cité dans un acte rédigé le 21 juin 823 par Louis le Pieux, fils de Charlemagne, précisant, entre autres, les possessions de l'abbaye de Masevaux. En 1105, Henri de Suarce est cité comme témoin lors de la donation par Ermentrude de différents biens dotant le prieuré de Froidefontaine. Des membres de la famille de Suarce sont à plusieurs reprises cités dans les documents anciens. En 1333, le fief suit le sort de la seigneurie de Florimont et dépend du comté de Ferrette.
L'église actuelle a été reconstruite après la guerre dans un style moderne. Elle est de forme cylindrique avec un clocher ouvert de 25 mètres de hauteur. Elle a remplacé l'ancienne église qui était très ancienne et qui fut malheureusement détruite à la Libération ; elle fut inaugurée le 22 août 1971, et est dédiée à saint Germain, évêque.
La commune a été décorée le 13 février 1925 de la Croix de guerre 1914-1918.

## Héraldique
|  | Les armes de la commune se blasonnent ainsi : D’argent à la fleurdelys de gueules, à la fasce ondée de sable brochant sur le tout. |

## Politique et administration

### Liste des maires
| Période                                  | Période   | Identité          | Étiquette | Qualité |
| ---------------------------------------- | --------- | ----------------- | --------- | ------- |
| Les données manquantes sont à compléter. |           |                   |           |         |
| mars 2008                                | mars 2014 | André Thévenot    |           |         |
| mars 2014                                | En cours  | Patrice Dumortier |           |         |

### Budget et fiscalité 2015
En 2015, le budget de la commune était constitué ainsi :
- total des produits de fonctionnement : 227 000 €, soit 494 € par habitant ;
- total des charges de fonctionnement : 173 000 €, soit 376 € par habitant ;
- total des ressources d’investissement : 107 000 €, soit 232 € par habitant ;
- total des emplois d’investissement : 150 000 €, soit 327 € par habitant.
- endettement : 58 000 €, soit 127 € par habitant.

Avec les taux de fiscalité suivants :
- taxe d’habitation : 7,40 % ;
- taxe foncière sur les propriétés bâties : 9,33 % ;
- taxe foncière sur les propriétés non bâties : 28,54 % ;
- taxe additionnelle à la taxe foncière sur les propriétés non bâties : 0,00 % ;
- cotisation foncière des entreprises : 0,00 %.

## Population et société

### Démographie
L'évolution du nombre d'habitants est connue à travers les recensements de la population effectués dans la commune depuis 1793. Pour les communes de moins de 10 000 habitants, une enquête de recensement portant sur toute la population est réalisée tous les cinq ans, les populations de référence des années intermédiaires étant quant à elles estimées par interpolation ou extrapolation. Pour la commune, le premier recensement exhaustif entrant dans le cadre du nouveau dispositif a été réalisé en 2007.

En 2022, la commune comptait 439 habitants, en évolution de −0,68 % par rapport à 2016 (Territoire de Belfort : −2,78 %, France hors Mayotte : +2,11 %).
| 1793 | 1800 | 1806 | 1821 | 1831 | 1836 | 1841 | 1846 | 1851 |
| ---- | ---- | ---- | ---- | ---- | ---- | ---- | ---- | ---- |
| 521  | 557  | 484  | 545  | 544  | 554  | 560  | 534  | 558  |

| 1856 | 1861 | 1866 | 1872 | 1876 | 1881 | 1886 | 1891 | 1896 |
| ---- | ---- | ---- | ---- | ---- | ---- | ---- | ---- | ---- |
| 482  | 465  | 455  | 497  | 513  | 500  | 516  | 529  | 508  |

| 1901 | 1906 | 1911 | 1921 | 1926 | 1931 | 1936 | 1946 | 1954 |
| ---- | ---- | ---- | ---- | ---- | ---- | ---- | ---- | ---- |
| 502  | 458  | 437  | 374  | 355  | 317  | 303  | 292  | 332  |

| 1962 | 1968 | 1975 | 1982 | 1990 | 1999 | 2006 | 2007 | 2012 |
| ---- | ---- | ---- | ---- | ---- | ---- | ---- | ---- | ---- |
| 320  | 273  | 284  | 294  | 339  | 375  | 424  | 431  | 451  |

| 2017 | 2022 | - | - | - | - | - | - | - |
| ---- | ---- | - | - | - | - | - | - | - |
| 436  | 439  | - | - | - | - | - | - | - |

### Enseignement
L'école de Suarce fait partie du RPI (regroupement pédagogique intercommunal) du Sundgau avec Chavanatte, Lepuix-Neuf et Chavannes-les-Grands.

### Personnalités liées à la commune
- André Bergeron, syndicaliste français, né à Suarce le 1er janvier 1922.

## Lieux et monuments
- L'église Notre-Dame-de-l'Assomption.
- Des maisons typiques du Sundgau sont à observer dans le village.
- Patrimoine industriel : scierie Prétat[25].
- Monuments commémoratifs[26].

## Pour approfondir